# Coihueco (comuna)
Coihueco (del mapudungún: koiwe ko ‘Agua de coihue’) es una comuna de la provincia de Punilla, región de Ñuble, en la zona central de Chile. Es la comuna más grande de la región. Limita por el norte con San Carlos y San Fabián, por el este con Argentina, por el sur con Pinto y por el oeste con Chillán.
Integra el distrito electoral n.º 19 y pertenece a la 16.ª circunscripción senatorial (Ñuble).

## Historia

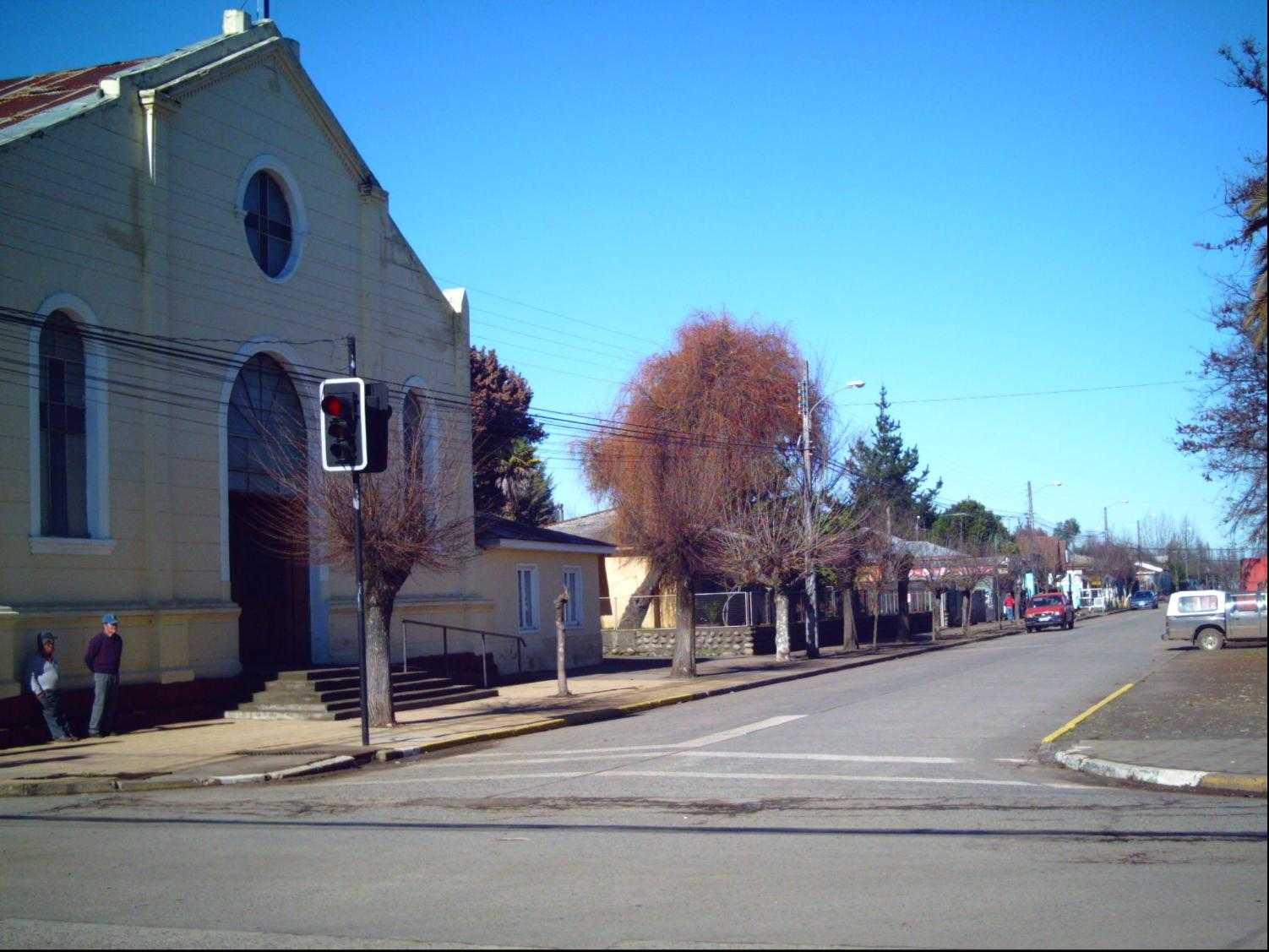
Vista de la ciudad de Coihueco.

La historia de Coihueco se remonta a tiempos precolombinos, cuando era habitada por el pueblo mapuche. El área es rica en flora y fauna autóctona, y fue muy apreciada por las tribus mapuches por sus ríos y abundantes bosques de coihue. Con la llegada de los conquistadores españoles en el siglo XVI, la región fue sujeta a la colonización, lo que condujo a numerosos conflictos con la población indígena local.
En el siglo XIX, la región experimentó un rápido desarrollo agrícola. Las tierras fértiles de Coihueco se convirtieron en un lugar de interés para los agricultores, que comenzaron a cultivar una variedad de productos, desde trigo y maíz hasta vid y tabaco. Este crecimiento en la agricultura fue seguido por un auge en la minería, ya que se descubrieron yacimientos de oro y plata en la zona.[cita requerida] Es en 1810, siguiendo el impulso del desarrollo agropecuario de la zona, es que abre la estación Coihueco del ramal Chillán-Recinto.
Para 1860 existían 15 viviendas al oriente de Chillán, que conformaban la "Villa del Guindo". El agricultor Luis Hermosilla donó sus terrenos para fundar el pueblo. Los trabajos de obras públicas llevaron a que 50 familias habitaran la villa. Esta recibió el título de "Villa" el 17 de julio de 1868, durante la administración del presidente José Joaquín Pérez. El 12 de agosto de 1887 el Gobierno del presidente José Manuel Balmaceda le concedió el título de ciudad.
Esta comuna y municipalidad fue fundada oficialmente el 22 de diciembre de 1891.
Con el transcurrir del tiempo, el pueblo fue adquiriendo importantes adelantos. En el año 1910 llega, para admiración y sorpresa de los vecinos de la época, el ferrocarril de trocha angosta que unía Chillán con los demás pueblos de la zona este de la provincia. El trayecto desde Chillán a Coihueco demoraba una hora y media, con pequeñas detenciones en las estaciones de Santa Elvira, General Lagos y Talquipen.
En 1950, un hecho trascendental vino a alegrar la vida de los coihuecanos: la ENDESA inauguró la red de energía eléctrica. Por otra parte, en 1967 es entregado al uso público el camino pavimentado que une a Coihueco con Chillán, mejorando sustancialmente las comunicaciones con la capital de la provincia y el resto del país. En 1970, se cristalizó una antigua aspiración de todos los habitantes de la comuna, al inaugurarse los edificios públicos, con oficinas para Correos y Telégrafos, Registro Civil, Tesorería, Subdelegación y Obras Sanitarias.
En los últimos años, la comuna de Coihueco ha experimentado un crecimiento en el turismo, gracias a sus paisajes naturales y a sus tradiciones culturales ricas, que incluyen la celebración de varias festividades mapuches.

## Medio ambiente

### Geomorfología y componentes abióticos

Trazado simplificado de los ecosistemas y cuerpos de agua presentes en la comuna de Coihueco.

La comuna de Coihueco se encuentra emplazada en las unidades geomorfológicas de Cordillera andina de retención crionival, Llano central fluvio-glacio-volcánico y Precordillera; y presenta según la clasificación climática de Köppen clima de tundra (ET), clima de tundra de lluvia invernal (ET (s)), clima mediterráneo de lluvia invernal (Csb), clima mediterráneo de lluvia invernal de altura (Csb (h)) y clima mediterráneo frío de lluvia invernal (Csc). Esta además se halla entre las cuencas hidrográficas de río Biobío y río Itata. Además, la comuna posee diversos cuerpos de agua, entre los que se destacan la laguna Chacayal y laguna Los Coltrohues; y río Cato, Río Las Minas, río Niblinto, río Ñuble y río Santa Gertrudis.

### Componentes bióticos
Dentro del territorio de la comuna se pueden hallar los siguientes ecosistemas:
- Bosque caducifolio mediterráneo andino donde predominan Nothofagus glauca y Nothofagus obliqua (Vulnerable)
- Bosque caducifolio mediterráneo donde predominan Nothofagus obliqua y Persea lingue (En peligro crítico)
- Bosque caducifolio mediterráneo interior donde predominan Nothofagus obliqua y Cryptocarya alba (En peligro crítico)
- Bosque caducifolio mediterráneo-templado andino donde predominan Nothofagus alpina y Nothofagus obliqua (Vulnerable)
- Bosque caducifolio mediterráneo-templado andino donde predominan Austrocedrus chilensis y Nothofagus obliqua (Vulnerable)
- Bosque caducifolio mediterráneo-templado andino donde predominan Nothofagus pumilio y Nothofagus obliqua (Vulnerable)
- Bosque caducifolio templado andino donde predominan Nothofagus pumilio y Azara alpina (Vulnerable)
- Bosque esclerófilo mediterráneo andino donde predominan Lithrea caustica y Lomatia hirsuta (Vulnerable)
- Bosque esclerófilo mediterráneo interior donde predominan Lithrea caustica y Peumus boldus (En peligro)
- Bosque esclerófilo psamófilo mediterráneo interior donde predominan Quillaja saponaria y Fabiana imbricata (En peligro crítico)
- Matorral bajo templado andino donde predominan Adesmia longipes y Senecio bipontinii (Vulnerable)
- Matorral bajo templado andino donde predominan Discaria chacaye y Berberis empetrifolia (Vulnerable)
- Zonas geográficas hinóspitas sin vegetación (Sin información)

### Medidas de protección ambiental y conflictos socioambientales
Hasta 2022, la comuna de Coihueco cuenta con las siguientes zonas que cuentan con algún nivel de protección ambiental:
- AVC Huemules de Ñuble (Iniciativa de Conservación Privada)[18]
- Corredor Nevados de Chillán - Laguna del Laja (Reserva Biósfera)[19]
- Los Pellines (Iniciativa de Conservación Privada)[20]
- Nevados de Chillán (Sitios Ley 19.300)[21]
- Reserva Forestal Ñuble (Reserva Forestal)[22]
- Reserva Nacional Los Huemules de Niblinto (Reserva Nacional)
  - Santuario Huemules de Niblinto (Iniciativa de Conservación Privada)[23]
- Santuario de la Naturaleza Predio los huemules del Ñiblinto (Santuario de la Naturaleza)[24]

## Demografía
De acuerdo con los resultados del Censo de 2024, la comuna de Coihueco alcanzó una población total de 29.766 habitantes. De ese total, 14.681 son hombres y 15.085 son mujeres, lo que refleja una ligera mayoría femenina en la comuna. Esta distribución se mantiene relativamente equilibrada, con una diferencia de 404 personas más en el grupo de mujeres, lo que es consistente con la tendencia demográfica observada en otras comunas de la región.
Respecto a los tramos de edad, el 18,5% de la población corresponde a personas de entre 0 y 14 años, lo que representa el segmento infantil y adolescente. La mayor proporción de habitantes se concentra en el grupo de 15 a 64 años, que agrupa al 67,3% de la población y corresponde a la población en edad laboral, es decir, aquellos que se encuentran en etapa productiva.
Finalmente, el 14,2% de los habitantes tiene 65 años o más, conformando así el grupo de personas adultas mayores, un sector importante dentro de la estructura demográfica local.

### Localidades

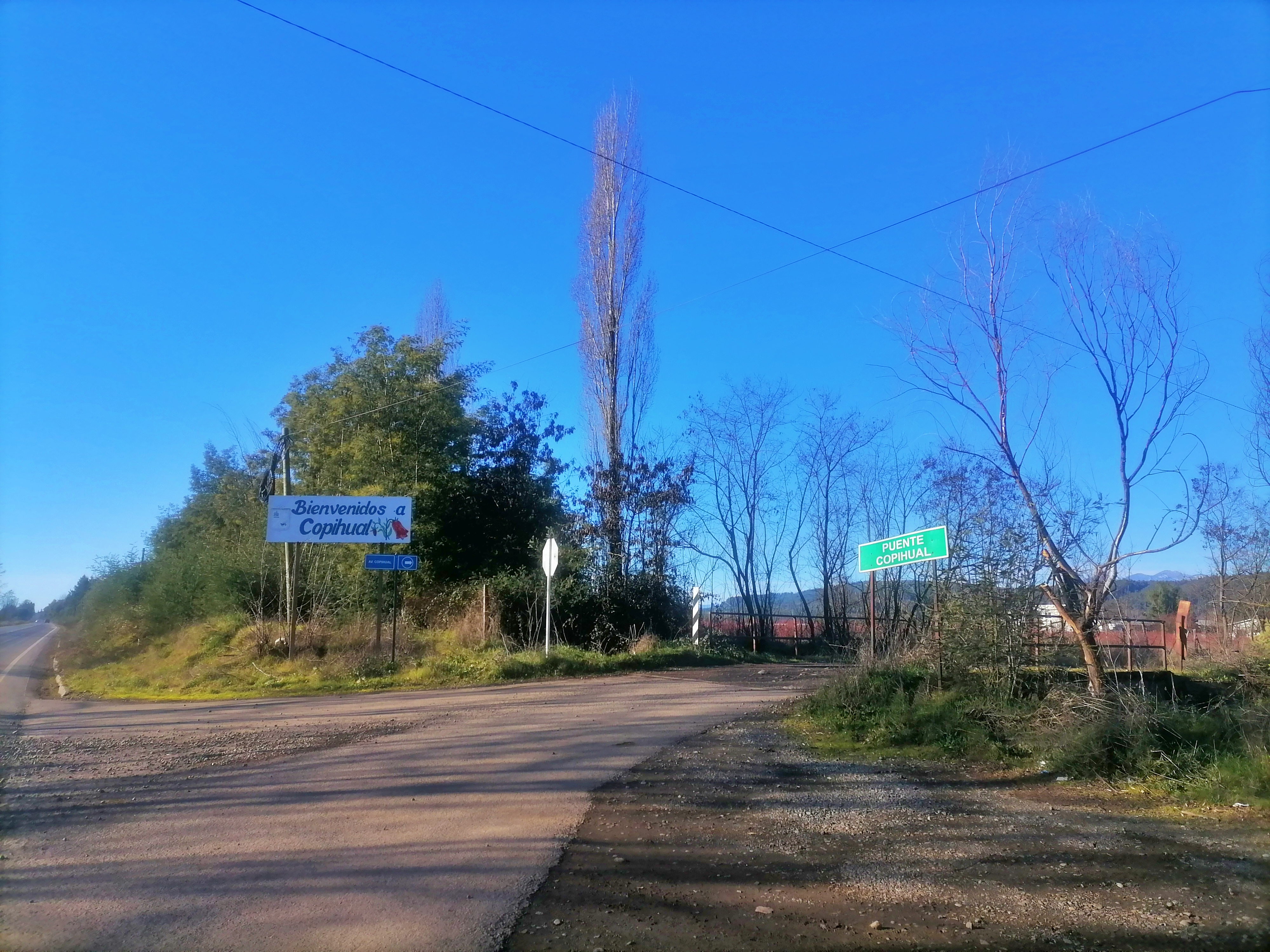
Acceso a Copihual

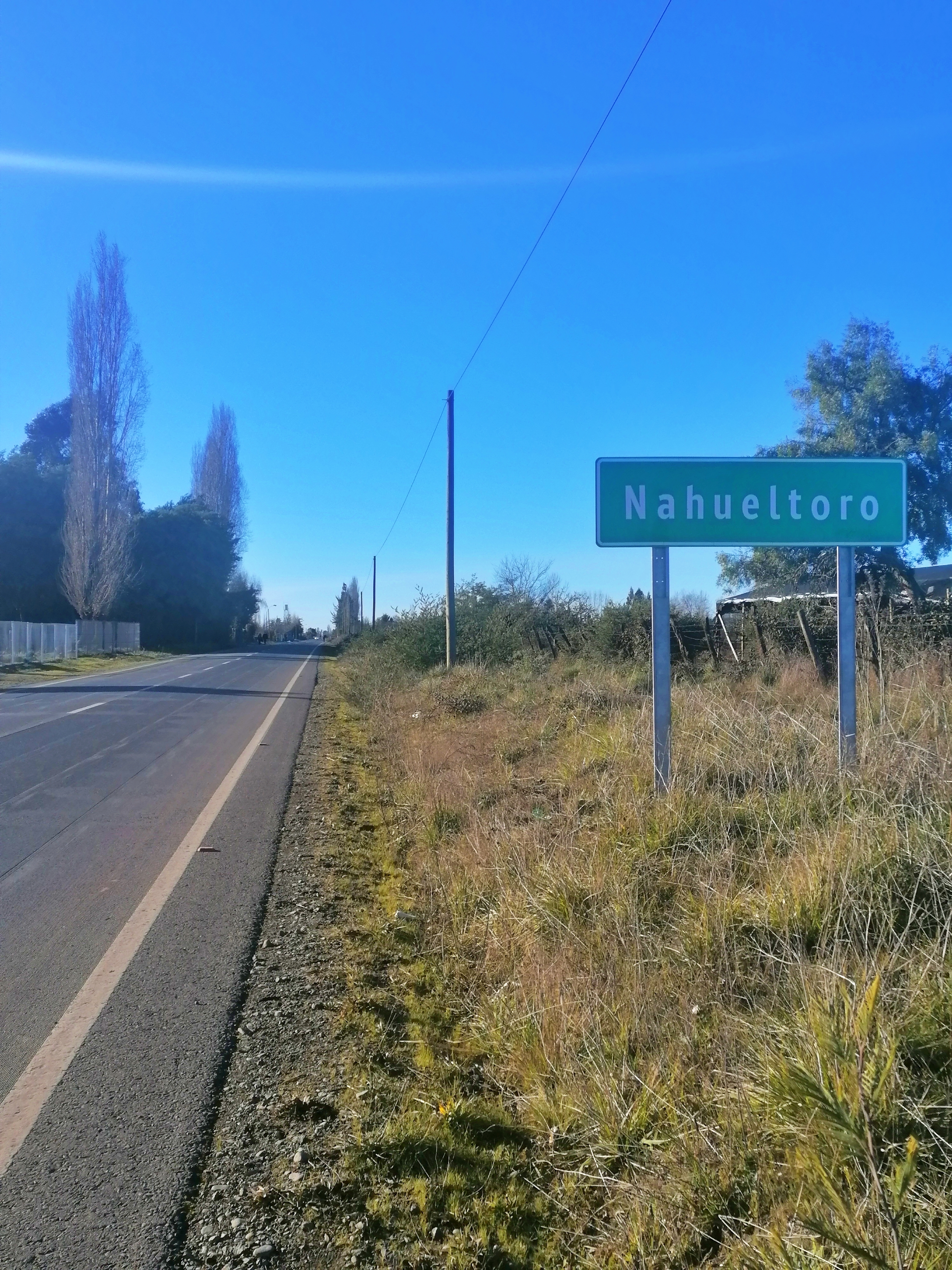
Acceso a Nahueltoro

Localidades con sus respectivos habitantes correspondientes al Censo de 2002:
- Coihueco, capital comunal, 7230 habitantes.
- Minas del Prado, 902 habitantes.
- Bustamante, 679 habitantes.
- La Viñita, 593 habitantes.
- Coleal, 531 habitantes.
- Talquipén, 520 habitantes.
- Tanilvoro, 514 habitantes.
- Culenar, 511 habitantes.
- San Antonio de Cato, 366 habitantes.
- Chillinhue, 338 habitantes.
- Bureo, 328 habitantes.
- El Carmen de Cato, 320 habitantes.
- Roblería, 284 habitantes.
- Copihual, 280 habitantes.
- El Embalse, 279 habitantes.
- Héroes de la Concepción, 272 habitantes.
- Miraflores, 257 habitantes.
- La Palma, 242 habitantes.
- Talquipén, 229 habitantes.
- Camino Cerrillos, 216 habitantes.
- Tres Esquinas de Cato, 212 habitantes.
- Niblinto, 190 habitantes.
- El Chingue, 182 habitantes.
- La Flecha, 165 habitantes.
- San Ramón, 160 habitantes.
- Bajo Los Amigos, 141 habitantes.
- Camino San Miguel, 110 habitantes.
- Cancha El Álamo, 103 habitantes.
- El Huingán, 100 habitantes.
- Pullami, 84 habitantes.
- Nahueltoro, 82 habitantes.
- Las Pataguas, 70 habitantes.
- El Porvenir, 60 habitantes.
- Rosario, 60 habitantes.
- Montebello, 51 habitantes.
- Vegas de Niblito, 48 habitantes.
- Tres Acequias, 44 habitantes.
- El Calabozo, 40 habitantes.
- Los Puquios, 39 habitantes.
- El Aromo, 38 habitantes.
- Santa Guiselle, 25 habitantes.
- General Lagos, 24 habitantes.
- Chacayal, 17 habitantes.
- Los Aromos, 13 habitantes.

## Administración
Actualmente, la Ilustre Municipalidad de Coihueco es dirigida por su alcalde, Wilson Palma Jelves, electo para las Elecciones municipales de Chile de 2024, con 6.211 sufragios.
El actual Honorable Concejo Municipal, además, está compuesto por seis concejales: Russel Cabrera Parada, Juan Arteaga Arenas, Mauricio Contreras Díaz, Ericka Morales Arzola, Antonio Méndez Díaz y Rodrigo Villegas Fuentes.
La actual administración se mantendrá en la comuna por el periodo 2024-2028.

## Economía
La actividad principal es la agrícola y la forestal. La comuna forma parte de la agrupación de comunas denominada provincia de Punilla y que conforma junto a San Carlos, Ñiquén y San Fabián. Este territorio es uno de los tres en que está dividida la región de Ñuble, siendo las otras dos provincias, Itata y Diguillín, Estos tres territorios agrupan a 21 comunas, siendo Chillán la Capital Regional de Ñuble. Bien es conocido el embalse de Coihueco, obra de riego no apto para el baño, inaugurado a principios de los años 70. En total, almacena 30 millones de metros cúbicos de agua y riega 5000 hectáreas en la comuna.
El 69% de la población se desempeña en el área de la Agricultura, ganadería, caza y silvicultura. También 50% de las empresas se la comuna se desarrollan en esta actividad. 
De las 1.421 empresas que en 2013 existían, dos son consideradas grandes y 18 medianas. Concentrando el 50% del número total de trabajadores.
En 2007 se registró la cantidad de 85.158,5 hectáreas dedicada a la explotación agropecuaria, y 78.671 dedicadas a la explotación forestal. En ese mismo año, se contaron 40.546 cabezas de ganado. De las cuales, el 38% eran de bovinos y el 31% de cerdos. Sumando entre ambos, más de 27.000 cabezas.
En 2018, la cantidad de empresas registradas en Coihueco fue de 419. El Índice de Complejidad Económica (ECI) en el mismo año fue de -0,15, mientras que las actividades económicas con mayor índice de Ventaja Comparativa Revelada (RCA) fueron Cultivo de Remolacha (115,01), Otras Explotaciones de Animales (71,53) y Servicio de Roturación de Siembra y Similares (65,23).

## Servicios públicos

### Educación
Del total de 28 establecimientos educacionales de la comuna de Coihueco en 2022, 8 eran particular subvencionado y 23 municipales. Es importante señalar, que respecto al año 2012, la cantidad de establecimientos disminuyó de 34 a 28.
También en 2022, se registró la matrícula de 4797 estudiantes. El 63% en la educación pública y el 37% restante en la educación particular subvencionada.

### Salud
En la comuna, para el año 2023, la comuna poseía:
- 2 Centros de Salud Familiar
- 4 Postas de Salud Rural
- 1 Servicio de Urgencia Rural

Según el Ministerio de Salud, en 2021, 27.053 personas estaban inscritas en el servicio de salud municipal de esta ciudad.

## Medios de comunicación

### Radioemisoras
FM
- 91.1 MHz - Radio Contemporánea
- 95.7 MHz - Radio Victoria
- 107.1 MHz - Radio Popular
- 107.3 MHz - Radio Magistral